# Inslagproces
Het inslagproces is een geologisch of geomorfologisch proces waarbij een object vanuit de ruimte op het vaste oppervlak van een planeet, maan of planetoïde inslaat. Hierbij worden inslagkraters gevormd. Naar geologische maatstaven gebeurt het hele inslagproces uiterst snel. In enkele minuten is de kraterdepressie gevormd. Latere vervormingen kunnen iets langer duren.

## Hoge snelheid

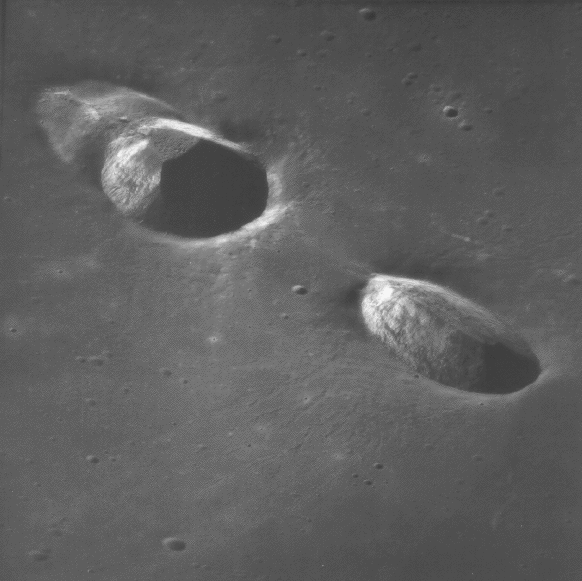
De schuine Messier en Messier A op de maan

Meestal slaat een object vanuit de ruimte in met een snelheid tussen 11 en 70 km/s, typisch 22 km/s. Experimenten hebben aangetoond dat de snelheid ervoor zorgt dat de vorm van de uiteindelijke inslagkrater cirkelvormig is, onafhankelijk van de inslaghoek. Enkel bij extreem schuine invalshoeken kan er bij hoge snelheid een langgerekte inslagkrater ontstaan. Daarom zijn langgerekte inslagkraters, zoals Messier op de Maan erg zeldzaam. Bij lage inslagsnelheden komen langgerekte kraters veel meer voor.
Bij inslagkraters moet onderscheid gemaakt worden tussen enerzijds eenvoudige en complexe inslagkraters en anderzijds inslagbassins.

## Ontstaan van gewone inslagkraters
Bij het ontstaan van inslagkraters onderscheidt men drie fasen:
- Compressiefase
- Uitdiepingsfase
- Vervormingsfase

De verschillende fasen overlappen elkaar vaak. Zo is de compressiefase nog niet beëindigd wanneer de uitdiepingsfase begint.

### Compressiefase
De compressiefase begint bij het inslaan van het object op het oppervlak. Door de inslag ontstaan krachtige schokgolven, zowel opwaarts in het projectiel als neerwaarts in het getroffen oppervlak. Hierdoor loopt de temperatuur tot verschillende duizenden graden Celsius op. Tegelijkertijd worden de lagen van het oppervlak door deze schokgolven sterk samengedrukt (met een druk van honderden gigapascal). Door deze samendrukking wordt het materiaal van de lagen sterk vervormd. Men spreekt hierbij van schokmetamorfisme. Het materiaal sublimeert of smelt en wordt opzij geslingerd.

### Uitdiepingsfase
In de uitdiepingsfase wordt de eigenlijke kraterdepressie gevormd. Het materiaal wordt aanvankelijk samengedrukt. Als de druk wegvalt, wordt een 'gordijn' van materiaal naar buiten weggeworpen. Deze beweging zorgt ervoor dat de kraterdepressie naar buiten wordt uitgediept, totdat de opwaartse druk kleiner wordt dan de weerstand van het materiaal.
Het materiaal dat buiten de uiteindelijk kraterrand terechtkomt wordt ejecta genoemd. De grootste brokken komen het dichtst bij het inslagpunt neer.

### Vervormingsfase
De laatste fase van de kratervorming is de vervormingsfase. Hierbij treden, na het ontstaan van de eigenlijke kraterdepressie, nog allerlei vervormingen op.
Bij kleine (eenvoudige) kraters zijn deze vervormingen beperkt tot het afglijden van puinbrokken langs de kraterwand.
Bij grotere (complexe) kraters glijdt of stort de onstabiele kraterrand langs een rotationeel glijvlak naar beneden. Zo worden de kraterterrassen gevormd. Daarnaast ontstaan ook centrale bergen door het opheffen van het centrale deel van de kraterbodem. Waarschijnlijk is dit het gevolg van het 'terugveren' van de samengedrukte lagen van het moedermateriaal. Meestal wordt hierdoor de oorspronkelijk stratigrafie van de lagen gebroken. In het algemeen blijven de verschillende lagen nog goed te onderscheiden.

## Ontstaan van inslagbassins

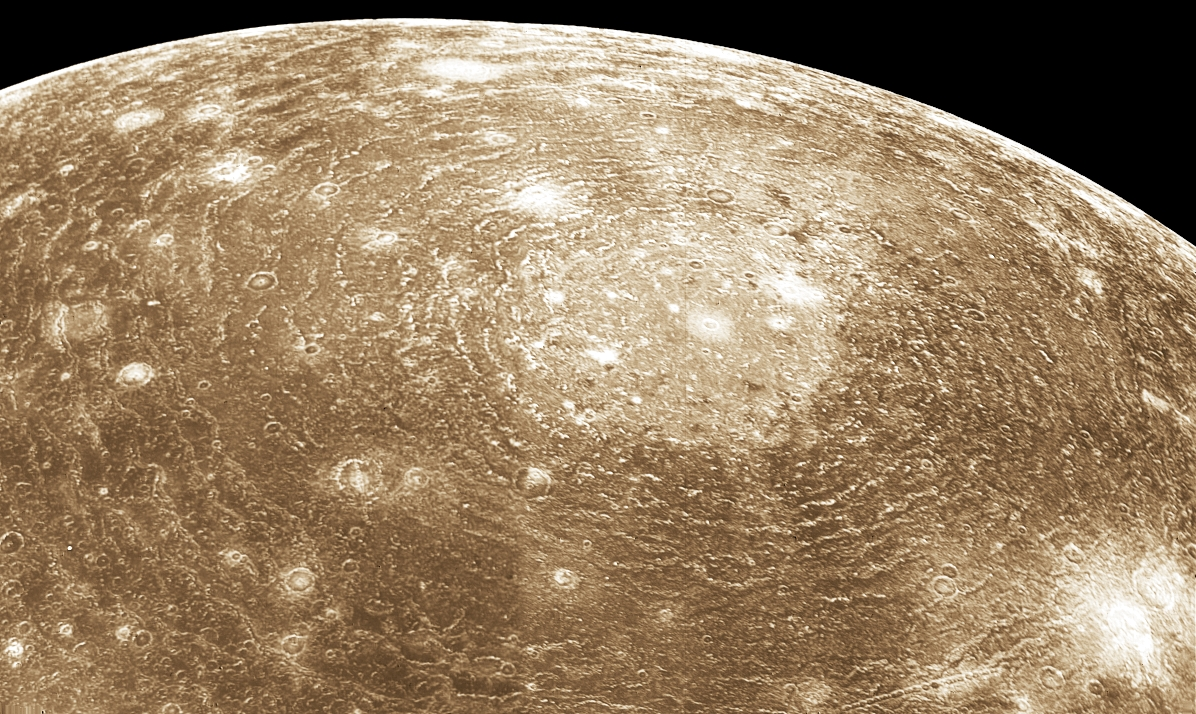
Ringstructuur rond de Valhalla-krater op de maan Callisto

Er is geen algemeen aanvaarde theorie over het ontstaan van inslagbassins (met hun karakteristieke ringstructuren). De ringtektoniek-theorie lijkt echter de meest aanvaardbare. Deze theorie worden veronderstelt drie lagen boven. De bovenste laag is elastisch vervormbaar of valt uiteen onder spanningen. Daaronder ligt een vloeibare laag en daar weer onder een vaste laag. De vorm van de krater hangt af van de kracht van de inslag (die op zijn beurt de diepte van de krater bepaalt) en de dikte van de lagen.
- Wanneer de bovenste laag veel dieper is dan de krater die gevormd wordt zal er geen bassin ontstaan, maar een gewone inslagkrater zoals hierboven beschreven.
- Wanneer de bovenste laag minder diep is dan de krater die gevormd wordt kan zich een uitwendige ringstructuur vormen. De materie van de onderliggende vloeibare laag stroomt namelijk in de krater, maar daardoor vermindert de steun die de bovenste laag krijgt van de vloeibare laag. Er ontstaat dan een belangrijke concentrische breukvorming rond de krater. Voorbeelden van inslagstructuren van dit type zijn Mare Orientale op de Maan en Caloris op Mercurius.
- Wanneer de bovenste laag veel minder dik is dan de kraterdiepte, breekt deze bovenste laag op in verschillende concentrische delen.  Een voorbeeld van dergelijke inslagstructuren is Valhalla op de Jupitermaan Callisto.